# Свидня
Свидня е село в Западна България. То се намира в община Своге, Софийска област.

## География
Намира се в планински район. Разположено е по северния склон на Мала планина. Отстои на 46 км от столицата София и на 4 км от общинския център Своге и Искърския пролом. Принадлежи към селищната област на Искърския пролом. На изток граничи със Своге, на юг — с Церецел, на запад — с Чибаовци, на север — с Искрец, на североизток — с Добърчин.
Село Свидня се състои от двайсет и пет махали: Циганка, Дебели рът, Падеш, Бокинци, Преслоп, Горно село, Песоко, Чечка бара, Круша, Гераковци, Дашовци, Петровци, Пръчовци, Биовица, Гръгоровци, Реката, Дръндарете, Стоевци, Илковци, Герова леска, Вoловица, Правец, Кръстници, Колибище, Голо ребра. Някои са напълно обезлюдени (Циганка, Дебели рът, Кръстници, Песоко, Круша) поради концентриране на селото около административния център на мах. Реката.

## Култура
Читалище „Никола Вапцаров 1955“ Архив на оригинала от 2012-08-11 в Wayback Machine. е основано през 1955 година от група учители-ентусиасти, общественици, любители на културата, просветата, българщината. Най-дългогодишен председател е Йордан Йошков, който до смъртта си е и почтен председател на Настоятелството. До 1990 г. читалището се намира в сградата на старото кметство, а след това се сдобива със самостоятелна сграда, в която се помещава библиотеката. От книжен фонд през 1992 г. 3200 книги библиотечният фонд е 10 000 тома. Библиотеката е и основната дейност на читалището.

## Транспорт
До с. Свидня се пътува с маршрутни линии, тръгващи от гр. Своге.

## Редовни събития
Традиционен събор в с. Свидня се празнува на 6 май всяка година.

## Личности
- Игнат Раденков (р. 1938), български строител, герой на социалистическия труд.
- Христо Малинов, писател – живее повече от 30 години в селото